# Motorola RIZR Z3
El Motorola RIZR Z3 (pronunciado en inglés "Riser") es un teléfono móvil sucesor del Motorola ROKR E6 fabricado por Motorola y lanzado a finales de 2006. Pertenece a las nuevas series de Motorola que se caracterizan por un nombre de cuatro letras, un diseño estilizado y/o prestaciones avanzadas (como los RAZR, ROKR, SLVR, PEBL, MING y KRZR). Tiene un formato slider (deslizante), como los de sus competidores Samsung, Nokia LG y BenQ Siemens, donde la pantalla oculta el keypad telefónico cuando se cierra deslizándola. El usuario utiliza una barra de arrastre situada bajo la pantalla para deslizarla arriba. Al poco de cerrado el teléfono se pone en modo bloqueo de teclado para prevenir las activaciones accidentales de las teclas externas. Puede realizar y recibir llamadas sin abrirlo (utilizando comandos de voz). Integra un reproductor MP3 y una cámara digital de 2 megapíxels, con capacidad de grabar vídeo MPEG-4. Cuando el teléfono está cerrado, la pantalla y la captura de la cámara giran 90 grados para facilitar su uso como cámara digital.
En Europa el 11 de noviembre de 2006 comienza a estar disponible en varios operadores alemanes como Vodafone, el 1 de diciembre lo hace en Inglaterra (versión en color negro). En España aparece en los catálogos de los 3 principales operadores (Movistar, Vodafone y Orange) protagonizando la oferta de Navidad del distribuidor independiente The Phone House (un Z3 y un Motorola RAZR pinky gratis al suscribir 2 nuevos contratos con Orange).
En el sudeste de Asia, el modelo negro aparece en Singapur el 1 de diciembre de 2006 de la mano del operador Singtel. En Estados Unidos no ha sido todavía lanzado (a finales de diciembre de 2006), pero ya ha aparecido en numerosas subastas en línea (como eBay o Yahoo! Auctions) y en los catálogos de importadores.
La caja del producto es original, siguiendo el diseño deslizante del teléfono para mostrar el equipo y una trampilla para acceder a los accesorios y manuales. En España viene con auriculares de manos libres por USB, cargador oficial 110/240 V por USB, cable USB de carga/datos desde el PC y las Motorola Phone Tools 4 (anunciado como un extra, permite el intercambio de datos con el PC).

## Características
- GSM 850 / 900 / 1800 / 1900 MHz (cuatribanda)
- Datos : EDGE clase 12 / GPRS clase 12 / WAP 2.0
- Lanzamiento: 2006
- Batería : interna de Li-ion 780 mAh
  - Tiempo de espera : hasta 350 horas
  - Tiempo de conversación : hasta 420 min
- Pantalla : TFT LCD 176 x 220 pixels, 262.000 colores y 176 x 220 mm (1,9 pulgadas)
- Tamaño : 45,5 x 105,47 x 15,99 mm
- Peso : 115 gramos
- Volumen : 69 cc
- Carcasa : rectangular de formas redondeadas con la mita superior deslizante. En la trasera, bajo una cubierta conector de la batería y al lado alojamiento de la tarjeta SIM y sobre ella slot de la tarjeta microSD; en la parte superior, cámara digital de 2 megapixels y LED de iluminación activa; en la inferior, altavoz manos libres. En el frontal, bajo la pantalla, barra de deslizamiento, dos teclas de funciones en pantalla, D-Pad, tecla de navegación y tecla de borrado, y teclas de colgar/descolgar. Bajo la pantalla deslizante, keypad telefónico estándar. En el lateral izquierdo, teclas de volumen y tecla inteligente. En el lateral derecho, tecla de comandos de voz, tecla de cámara y conector mini-USB (se usa para datos, recarga y conexión del kit de manos libres por cable)
- Conectividad : USB, Bluetooth, EDGE, GPRS, WAP 2.0
- Antena : todas internas.
- Tarjeta SIM : interna, de tamaño corto.
- Memoria : 20 MB, 16 disponibles para el usuario.
- Soporte : slot microSD (TransFlash) de hasta 1 Gb (manuales) / 2 Gb (Web oficial)
- Mensajes : SMS con iTap, MMS, correo electrónico POP3 / SMTP IMAP4. Mensajería instantánea WVIM (Wireless Village)
- Timbres : polifónicos de 32 canales, MP3, AAC, AAC+, eAAC+ , grabación de voz
- Multimedia : reproductor multimedia con soporte audio AAC, AAC+, AAC+ mejorado, AMR NB, MP3 y vídeo MPEG-4
- Cámara de lente fija y 2 megapixels, con capacidad de captura de vídeo a 15-20 fps, e iluminación LED integrada
- Java : integrado y soportado por el programa de desarrollo de Motorola Archivado el 21 de julio de 2009 en Wayback Machine.. Viene con diversas aplicaciones Java (desde un asistente de conexión a Internet a un programa para pujar en eBay vía móvil) y juegos (en España BlockBreaker de Gameloft). Posibilidad de instalar nuevos via USB, Bluetooth, Internet o MMS
- Otras prestaciones : llamada en espera, lista de llamadas emitidas/recibidas/perdidas, agenda de 1000 entradas + SIM, vibración, alarma, calculadora, Push to talk (PTT) y Push to view (PTV). El teléfono puede configurarse para el USB en modo datos (para Windows aparece como un módem USB y es accesible su memoria para las Phone Tools) o en modo tarjeta (aparece como una unidad de tarjeta Transflash, igual que si fuera un Pendrive; en ese modo no es accesible la tarjeta para el teléfono).

## Fallos iniciales
En los primeros modelos se detectaron varios fallos del firmware : 
- Teléfonos con :

S/W: R452B_G_08.01.02R
Flex: GSTCPRIRTDE086 
no tienen OBEYMOTO
- Teléfonos con :

S/W: R452B_G_08.02.08R
FLEX: GSTCPRIHG0014009B
no muestra la hora
Se espera que Motorola lance una actualización oficial para los equipos afectados (o una revisión general). Aunque han aparecido numerosos parches desarrollados en las comunidades de usuarios en línea, utilizarlos supone invalidar la garantía oficial (por lo que es más seguro retornarlo al distribuidor o a Motorola). Tampoco está disponible para descarga el manual en PDF.

## Véase también

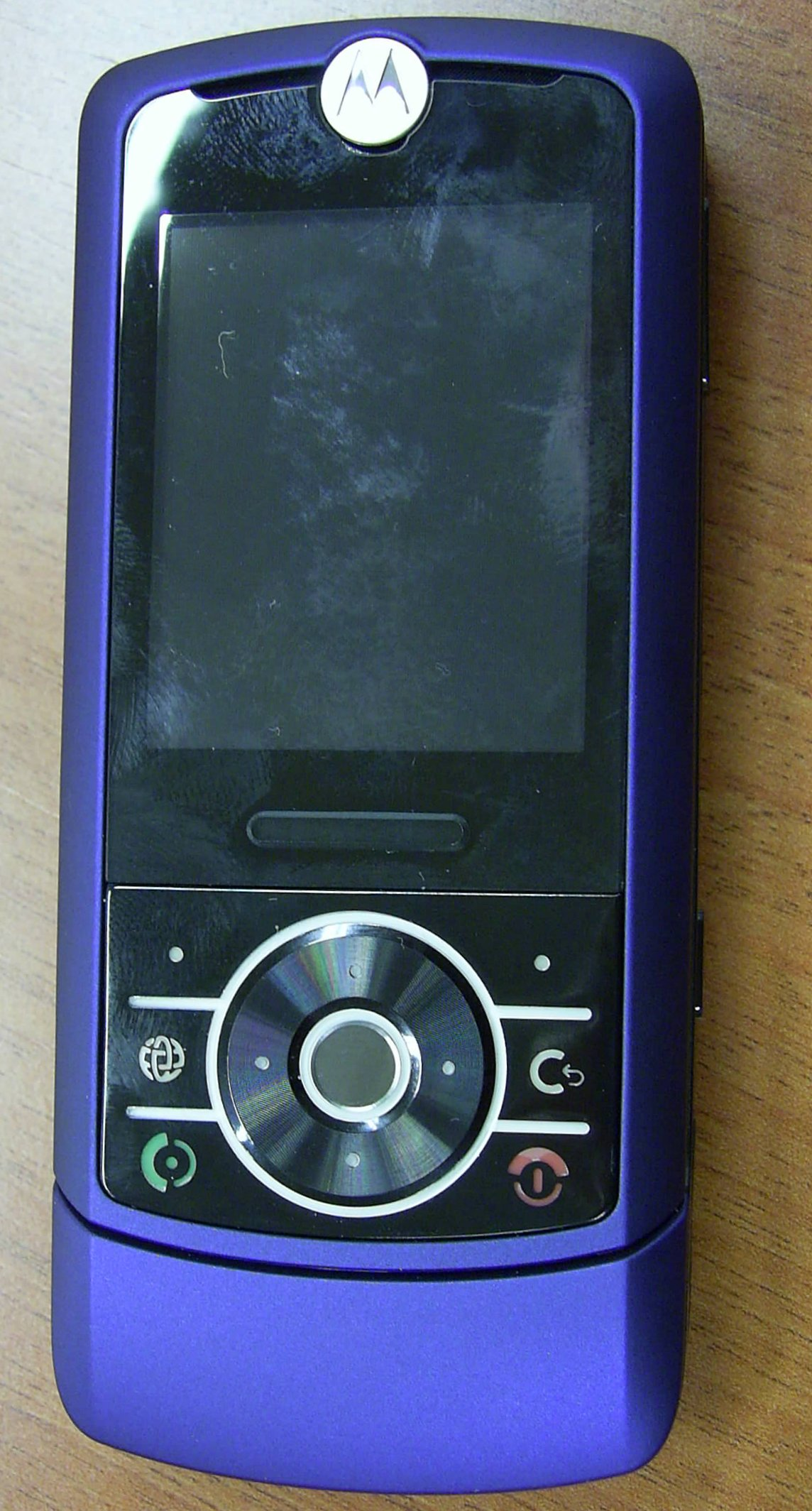
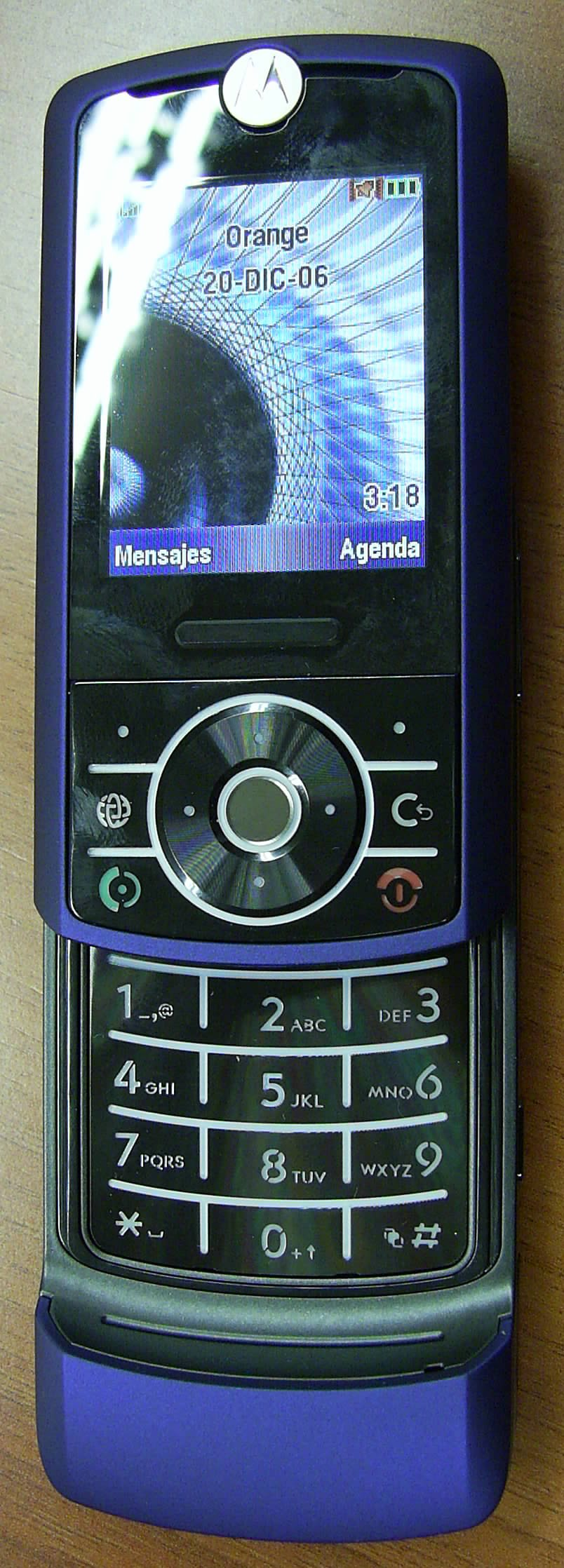
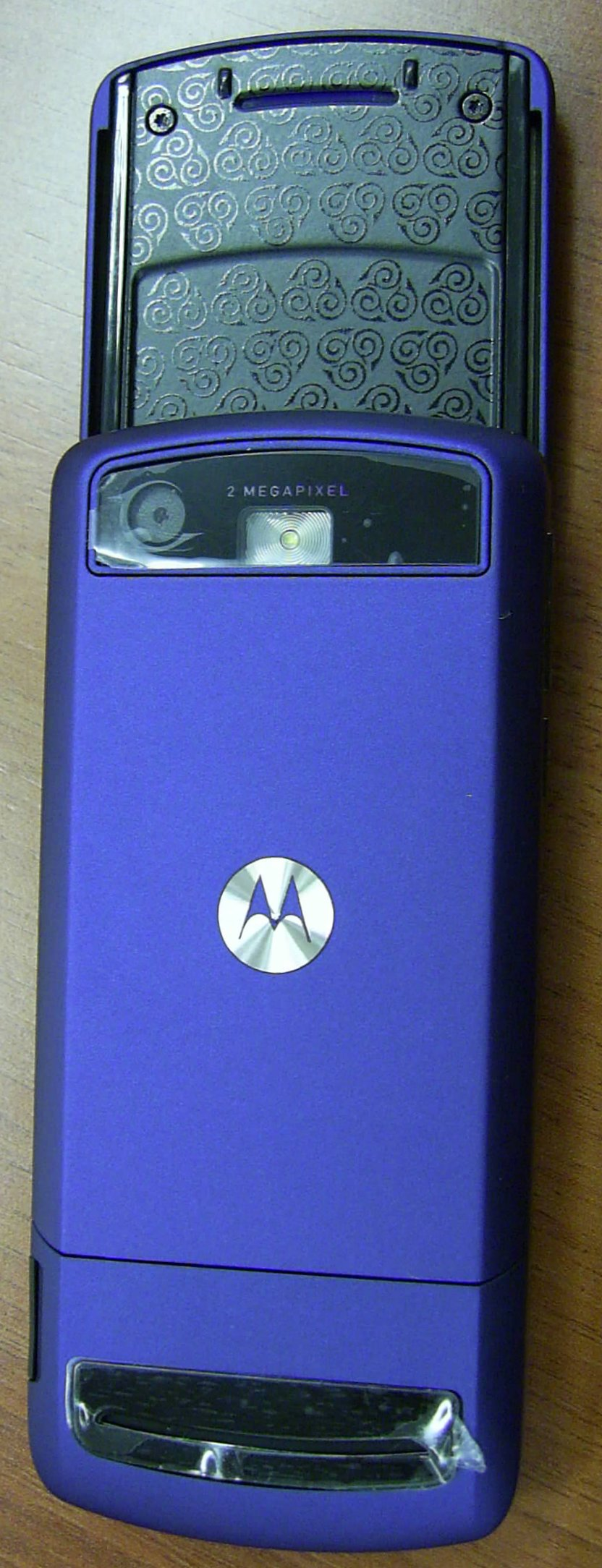